# Häckeberga slot
Häckeberga (før 1658 dansk: Hekkebjerg slot) var et slot i Bare herred, Lund i Skåne.
På dronning Margrete 1.s tid blev Hekkebjerg Slot beboet af væbneren Eske Brock. Senere tilhørte slottet medlemmer af slægten Hack, men gik i 1528 ved ægteskab til slægten Ulfstand, der ejede det til 1652. Holger Gregersen Ulfstand lod i 1530 opføre en statelig borg, udstyret med to stærke hjørnetårne, ringmur og vindebro. Borgen nedbrændtes i 1678 under den skånske krig.
På samme sted står i dag et slot, Häckeberga slot, opført i fransk renæssancestil 1873-75.